# Hamburgo
Hamburgo (en alemán: Hamburg pronunciado /ˈhambʊʁk/ⓘ; en bajo alemán: Hamborg, localmente: [ˈhambɔːç]ⓘ), oficialmente Ciudad Libre y Hanseática de Hamburgo (en alemán: Freie und Hansestadt Hamburg) es una ciudad-estado alemana situada en el norte de Alemania. Tiene una extensión de 755 km² y 1 857 727 habitantes (noviembre de 2020). Hamburgo es la cabeza de un área metropolitana de unos 5,3 millones de personas que ocupa además partes de los estados vecinos de Baja Sajonia y Schleswig-Holstein, lo que lo convierte en la segunda ciudad más poblada de Alemania, después de Berlín, la tercera de Europa Central y la séptima de la Unión Europea. Su puerto es el segundo más grande de Europa —solo detrás del de Róterdam— y uno de los veinte mayores del mundo. Hamburgo se encuentra a 290 kilómetros al noroeste de Berlín.

## Nombre
El nombre completo de Hamburgo, «Ciudad libre y hanseática de Hamburgo» (Freie und Hansestadt Hamburg), se remonta a su historia como miembro de la Liga Hanseática medieval y ciudad imperial libre del Sacro Imperio Romano Germánico, además de al hecho de ser una ciudad-estado de los dieciséis estados federados de Alemania actual.

## Historia

### Edad Media
El primer nombre histórico de la ciudad fue, según informes de Claudio Ptolomeo (c. 100-c. 170), Treva. Los orígenes de Hamburgo se remontan al año 808 d. C., en el que Carlomagno mandó construir el castillo Hammaburg para defender un bautisterio de los pueblos eslavos, desde el que se vigilaba la zona al norte del río Elba, donde burgo significa castillo. El término Hamma sigue siendo incierto, si bien puede significar bosque, así como la ubicación de este castillo.
En el año 831, Ludovico Pío crea la diócesis de Hamburgo y en el año 834 Hamburgo fue designada la sede de un obispado, a cuyo primer titular, Ansgar (Óscar), se conoció como el apóstol del Norte[cita requerida]. Dos años más tarde, Bremen fue incorporado al obispado de Hamburgo. Debido a su situación privilegiada en Hamburgo se fueron asentando numerosos habitantes, que se dedicaron mayoritariamente al comercio y a la pesca.

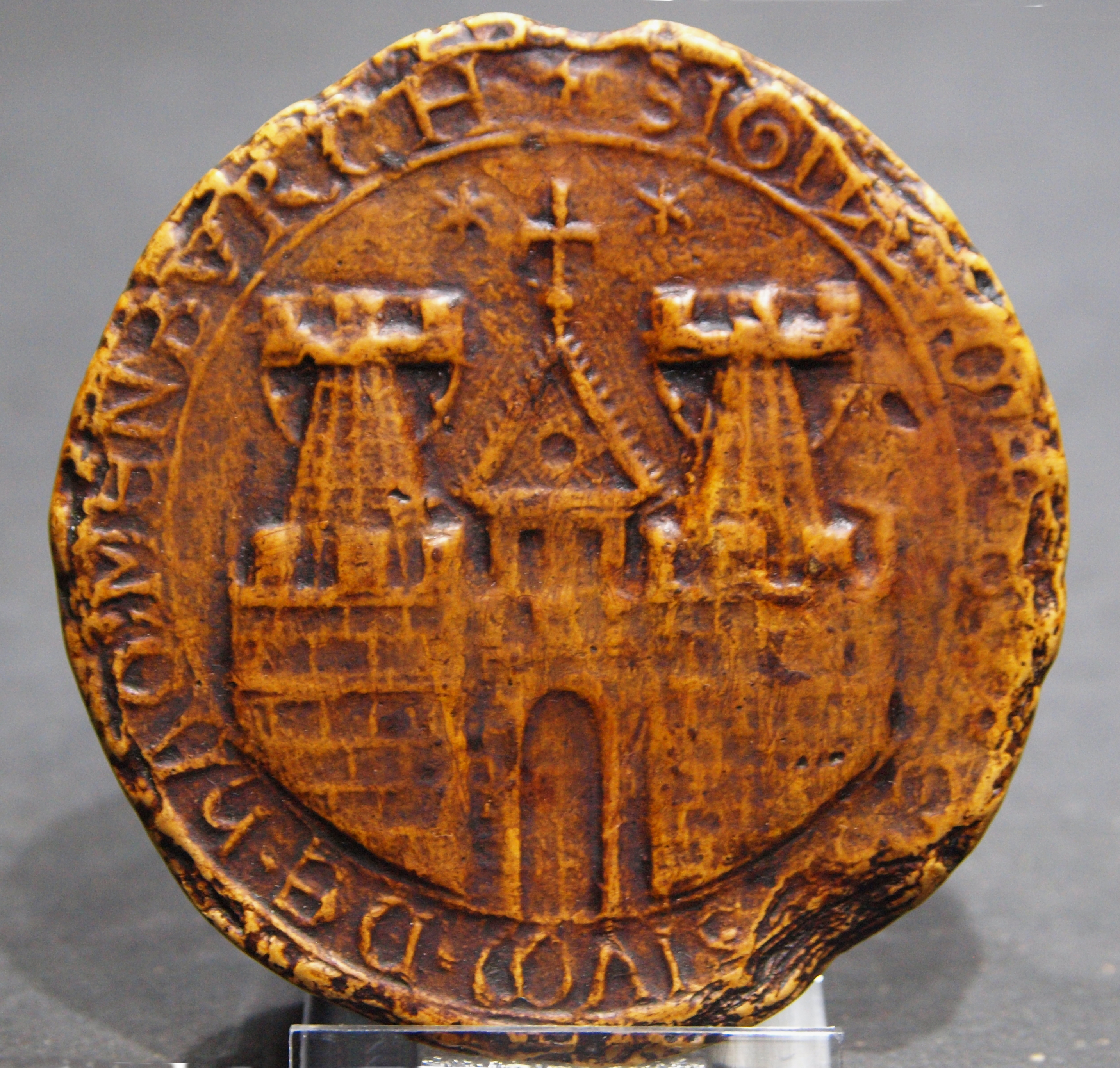
Sello de Hamburgo en 1241.

Hamburgo ha sido destruida y ocupada en varias ocasiones. En el 845, una flota de 600 barcos vikingos llegó por el río Elba hasta la ciudad y la destruyó. En ese momento era una ciudad de alrededor de 500 habitantes. En el 1030, la ciudad fue incendiada por el rey Miecislao II de Polonia. Valdemar II de Dinamarca asaltó y ocupó en 1201 y en 1214 la ciudad. Hubo varios incendios de gran magnitud, los más notables fueron los de 1284 y 1842. En 1842, alrededor de una cuarta parte de la ciudad fue destruida en el «Gran incendio». Este incendio se inició en la noche del 4 de mayo de 1842 y se extinguió el 8 de mayo. Destruyó tres iglesias, el ayuntamiento, y muchos otros edificios, mató a 51 personas, y dejó a unas 20 000 sin hogar. La reconstrucción tardó más de 40 años.
En 1189, Federico I Barbarroja concedió a Hamburgo el fuero de ciudad imperial libre y el acceso libre de impuestos hasta el Bajo Elba y el mar del Norte. Esta carta, junto con la proximidad de Hamburgo a las principales rutas comerciales del mar del Norte y mar Báltico, permitió a la ciudad ser un importante puerto del norte de Europa. Su alianza comercial con Lubeca en 1241 marca el origen y esencia de la poderosa Liga Hanseática. Todavía hoy Hamburgo ostenta con orgullo el título de ciudad hanseática. En su escudo puede aún verse el castillo Hammaburg con las puertas cerradas, lo cual simboliza la soberanía de la ciudad de Hamburgo. El 8 de noviembre de 1266, un contrato entre Enrique III y Hamburgo les permitió establecer un hanse en Londres. Esta fue la primera vez en la historia en que se menciona la palabra hanse para el gremio comercial hanseático. La primera descripción de los derechos civiles, el derecho penal y procesal para una ciudad en Alemania en idioma alemán, la Ordeelbook (Ordeel: 'frase') fue escrita por el abogado del Senado Jordan von Boitzenburg en 1270. El 10 de agosto de 1410 causó conmoción civil un compromiso (en alemán: Rezeß, literalmente 'retirada'). Se considera la primera constitución de la ciudad de Hamburgo.

### Edad Moderna

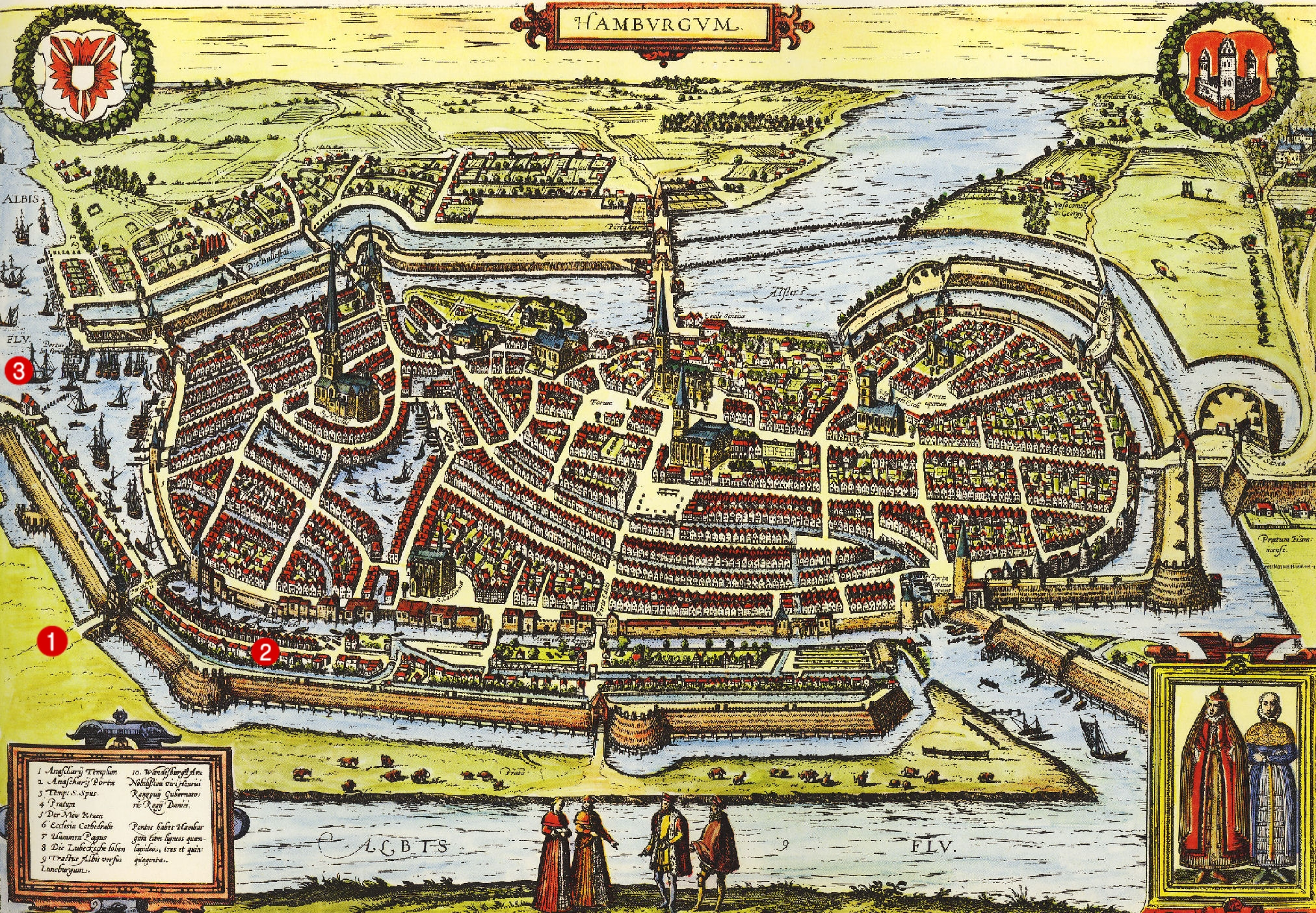
Hamburgo hacia 1600

En 1529, la ciudad adoptó el luteranismo, y posteriormente recibió refugiados protestantes procedentes de los Países Bajos y Francia, y, en el siglo XVII, de judíos sefardíes de Portugal. 

### Edad Contemporánea
Hamburgo fue brevemente anexionada por Napoleón I. Las fuerzas rusas del general Bennigsen liberaron la ciudad en 1814. En 1860, el estado de Hamburgo estableció una constitución republicana. Hamburgo ha sido un estado independiente de la Confederación Germánica (1815-1866), de la Federación Alemana del Norte (1866-1871), del Imperio alemán (1871-1918) y de la República de Weimar (1919-1933). Durante el régimen nacionalsocialista fue un Gau desde 1934 hasta 1945. Después de la Segunda Guerra Mundial, Hamburgo estuvo en la zona de ocupación británica y se convirtió en un estado de la República Federal de Alemania (Alemania Occidental) en 1949.
Durante la primera mitad del siglo XIX, una diosa patrona de Hamburgo con nombre en latín Hammonia surgió, sobre todo en las referencias románticos y poéticas, Hammonia se convirtió en el símbolo del espíritu de la ciudad durante este tiempo. En 1888 Hamburgo entra en la Unión Aduanera Alemana. Hamburgo tuvo un rápido crecimiento durante la segunda mitad del siglo XIX, cuando su población se cuadruplicó a más de 800 000. Este crecimiento de la ciudad hizo de su puerto el tercero más importante del comercio europeo del Atlántico. Albert Ballin, como director de la Hamburg-America Line, la convirtió en la compañía naviera de trasatlánticos más grande del mundo. Hamburgo fue el puerto preferido para la mayoría de los alemanes del Este y los europeos que salían para el Nuevo Mundo.
Hamburgo fue sede del NDSAP y en esta ciudad juraron su cargo muchos jerarcas nazis (como Reinhard Heydrich, el 1 de julio de 1931).

#### Segunda Guerra Mundial

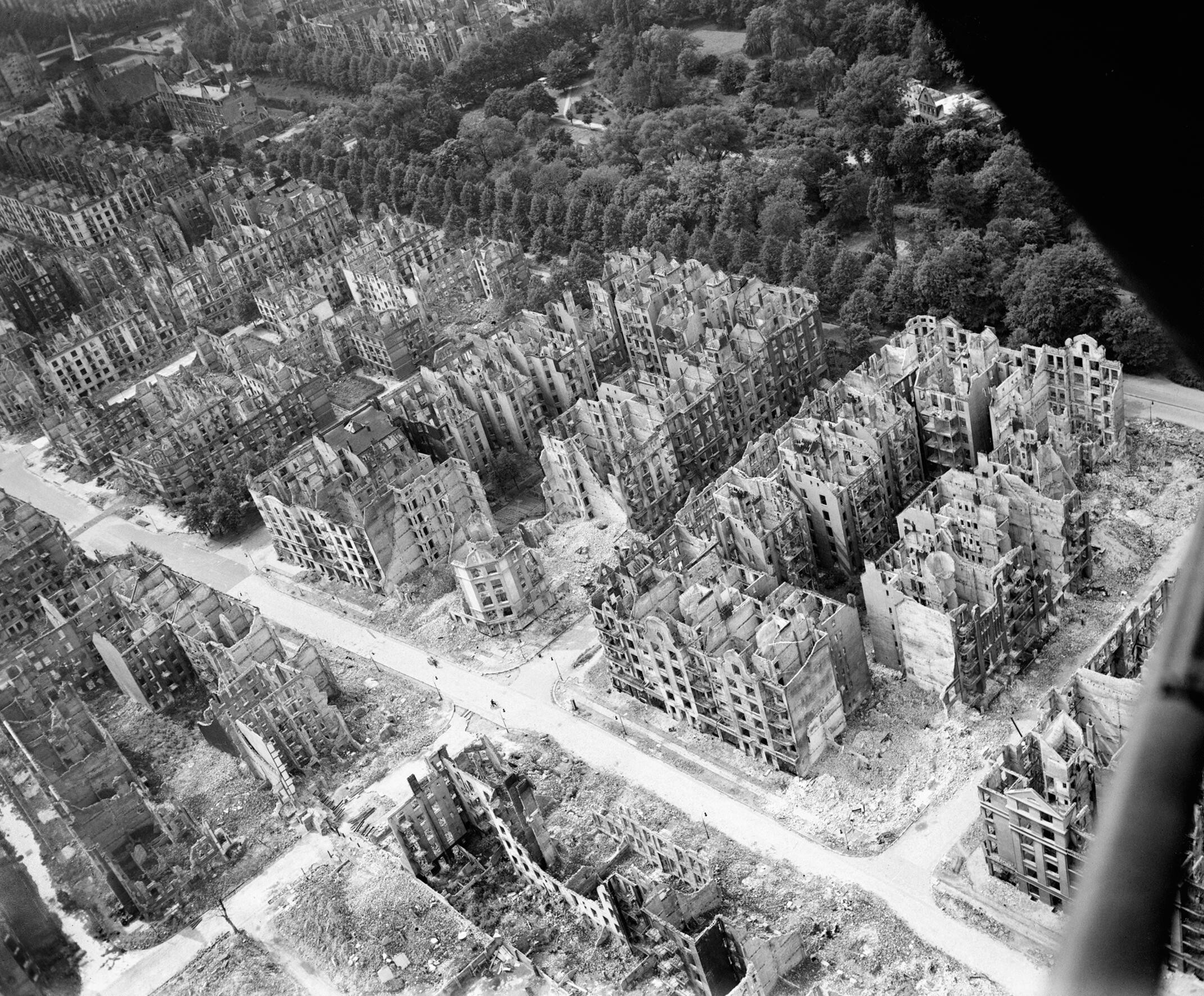
Hamburgo tras los bombardeos de 1943

Durante la Segunda Guerra Mundial la ciudad fue devastada por bombardeos; el nombre clave del principal ataque aliado fue Operación Gomorra (1943-1945), que provocó la muerte de alrededor de 40 000 personas. La Operación Gomorra fue llevada a cabo a partir de finales de julio de 1943 por la Real Fuerza Aérea británica (RAF) y las USAAF estadounidenses, y en su momento fue la mayor campaña de bombardeos de la historia de la guerra aérea. Los ataques se realizaron al mando del mariscal de la RAF Arthur Harris, comandante en jefe del Mando de Bombardeo de la Real Fuerza Aérea británica (RAF Bomber Command).
Los bombardeos aliados, como un esfuerzo para poner fin a la Segunda Guerra Mundial, dejaron una ciudad devastada, llegando a un grado de destrucción total superior al 70 %. Tras una batalla, Hamburgo se rindió sin más bajas a las fuerzas británicas el 3 de mayo de 1945, tres días después del suicidio de Adolf Hitler.
Entre 1938 y 1945, en un suburbio del sudeste de Hamburgo, casi 70 000 personas perecieron en el campo de concentración de Neuengamme.

#### Posguerra
El Telón de Acero, a solo 50 kilómetros al este de Hamburgo, separó de la ciudad la mayor parte de su interior y redujo aún más el comercio mundial de Hamburgo. Después de la reunificación alemana en 1990 y la adhesión de algunos países de Europa oriental y los Estados Bálticos en la Unión Europea en 2004 el Puerto de Hamburgo y Hamburgo tienen ambiciones para recuperar su posición como la región más grande del puerto de aguas profundas para los contenedores de transporte marítimo y su importante centro comercial y de intercambio.
El 16 de febrero de 1962, una severa tormenta causó el aumento de nivel del río Elba, inundando una quinta parte de la ciudad de Hamburgo y matando a más de 300 personas.

## Geografía
Hamburgo está situada en el extremo meridional de la península de Jutlandia, directamente entre la Europa continental hacia el sur, el norte de Escandinavia, el mar del Norte a su oeste y el mar Báltico al este. Hamburgo se emplaza en la posición donde el río Elba confluye con los ríos Alster y Bille. El centro de la ciudad está situada alrededor de los lagos artificiales Binnenalster (Alster interior) y el Außenalster (Alster exterior), originarios ambos del río Alster, pero que se han mantenido como lagos. La isla de Neuwerk y otras dos islas en el mar del Norte también son parte de la ciudad de Hamburgo, situado en el parque nacional del Mar de Wadden.
Hamburgo se encuentra entre los estados federados de Schleswig-Holstein (al norte) y Baja Sajonia (al sur) a orillas del río Elba, que desemboca en el mar del Norte a unos 100 km de distancia. Desde su desembocadura hasta Hamburgo el río es navegable, incluso por barcos grandes, lo que convirtió a la ciudad ya hace siglos en un puerto importante, que hoy es el segundo con mayor tráfico en la Unión Europea (UE), solamente superado por el de Róterdam en los Países Bajos.

### Clima
Debido a la influencia marítima, el clima es más suave que en el interior oriental.
Los meses más cálidos en Hamburgo son junio, julio y agosto, con temperaturas medias de 20,1 a 23,5 °C. Los más fríos son diciembre, enero y febrero, con temperaturas medias de −0,3 a 1 °C. Las temperaturas alrededor de 30 °C no son improbables en verano. Desde la década de 1990, las temperaturas máximas han llegado a alcanzar hasta 41,9 °C. El clima es húmedo durante todo el año. En el transcurso del año, se ha reducido el promedio de 746 mm de precipitaciones, especialmente en los últimos años (2004-2008).
| Parámetros climáticos promedio de Hamburgo             | Parámetros climáticos promedio de Hamburgo | Parámetros climáticos promedio de Hamburgo | Parámetros climáticos promedio de Hamburgo | Parámetros climáticos promedio de Hamburgo | Parámetros climáticos promedio de Hamburgo | Parámetros climáticos promedio de Hamburgo | Parámetros climáticos promedio de Hamburgo | Parámetros climáticos promedio de Hamburgo | Parámetros climáticos promedio de Hamburgo | Parámetros climáticos promedio de Hamburgo | Parámetros climáticos promedio de Hamburgo | Parámetros climáticos promedio de Hamburgo | Parámetros climáticos promedio de Hamburgo |
| Mes                                                    | Ene.                                       | Feb.                                       | Mar.                                       | Abr.                                       | May.                                       | Jun.                                       | Jul.                                       | Ago.                                       | Sep.                                       | Oct.                                       | Nov.                                       | Dic.                                       | Anual                                      |
| ------------------------------------------------------ | ------------------------------------------ | ------------------------------------------ | ------------------------------------------ | ------------------------------------------ | ------------------------------------------ | ------------------------------------------ | ------------------------------------------ | ------------------------------------------ | ------------------------------------------ | ------------------------------------------ | ------------------------------------------ | ------------------------------------------ | ------------------------------------------ |
| Temp. máx. abs. (°C)                                   | 14.4                                       | 18.9                                       | 23.0                                       | 29.7                                       | 33.5                                       | 34.6                                       | 36.9                                       | 37.3                                       | 32.3                                       | 26.5                                       | 20.2                                       | 15.7                                       | 37.3                                       |
| Temp. máx. media (°C)                                  | 3.9                                        | 4.6                                        | 8.2                                        | 13.3                                       | 17.8                                       | 20.4                                       | 23.5                                       | 22.5                                       | 18.9                                       | 13.4                                       | 8.3                                        | 4.4                                        | 13.3                                       |
| Temp. media (°C)                                       | −1.4                                       | 0.4                                        | 4.6                                        | 9.0                                        | 13.1                                       | 15.6                                       | 18.5                                       | 17.8                                       | 14.7                                       | 10.3                                       | 5.1                                        | 0.0                                        | 9                                          |
| Temp. mín. media (°C)                                  | −6.7                                       | −3.8                                       | 1.1                                        | 4.7                                        | 8.4                                        | 10.9                                       | 13.6                                       | 13.2                                       | 10.5                                       | 7.3                                        | 2.0                                        | −4.5                                       | 4.7                                        |
| Temp. mín. abs. (°C)                                   | −23.8                                      | −29.5                                      | −15.3                                      | −7.2                                       | −5.4                                       | 1.4                                        | 3.6                                        | 1.7                                        | −2.2                                       | −8.6                                       | −16.4                                      | −20.5                                      | −29.5                                      |
| Lluvias (mm)                                           | 67.8                                       | 49.9                                       | 67.7                                       | 43.0                                       | 57.4                                       | 78.6                                       | 76.7                                       | 78.9                                       | 67.4                                       | 67.0                                       | 69.2                                       | 68.9                                       | 792.6                                      |
| Días de lluvias (≥ 1.0 mm)                             | 12.1                                       | 9.2                                        | 11.3                                       | 8.9                                        | 9.6                                        | 11.3                                       | 11.4                                       | 10.2                                       | 10.8                                       | 10.5                                       | 11.7                                       | 12.4                                       | 129.4                                      |
| Horas de sol                                           | 46.9                                       | 69.0                                       | 108.8                                      | 171.6                                      | 223.4                                      | 198.7                                      | 217.5                                      | 203.1                                      | 144.6                                      | 107.9                                      | 53.0                                       | 37.4                                       | 1581.9                                     |
| Fuente n.º 1: Organización Meteorológica Mundial (ONU) |                                            |                                            |                                            |                                            |                                            |                                            |                                            |                                            |                                            |                                            |                                            |                                            |                                            |
| Fuente n.º 2: Deutscher Wetterdienst                   |                                            |                                            |                                            |                                            |                                            |                                            |                                            |                                            |                                            |                                            |                                            |                                            |                                            |

## Organización político-administrativa
Hamburgo se compone de 7 distritos o municipios conocidos como burgos (en alemán: Bezirke), los que a su vez están divididos en 105 barrios (Stadtteile). También existen 180 localidades (Ortsteile). A partir de 2008, el área de organización se rige por la constitución de Hamburgo y varias leyes. En la constitución se determina que una zona puede ser creada por ley para fines administrativos. La mayoría de los barrios eran antiguas ciudades, pueblos o aldeas independientes que fueron anexionadas a Hamburgo. En 1938, la última gran incorporación se hizo a través de la Gran Ley de Hamburgo de 1937, cuando las ciudades de Altona, Harburgo y Wandsbek se fusionaron en el estado de Hamburgo. La Ley de Reich de la Constitución y la Administración de la ciudad hanseática de Hamburgo establecieron a Hamburgo como un estado y un municipio. Algunos de los distritos y los barrios se han reorganizado varias veces en los últimos años.

Distritos de Hamburgo

Cada distrito está regido por un ayuntamiento (Bezirksamt), administrado por el concejo municipal (Bezirksamtsleiter). Los barrios de la ciudad de Hamburgo no son independientes de los municipios. El poder de los gobiernos municipales es limitado y subordinado al Senado de Hamburgo. Los consejeros municipales son elegidos por el régimen del municipio y, posteriormente, su ingreso tiene que ser designado por el Senado de Hamburgo. Los barrios no tienen órganos de gobierno propios.
Los distritos de Hamburgo son Altona, Bergedorf, Eimsbüttel, Hamburg-Mitte, Hamburg-Nord, Harburg y Wandsbek.
- Altona es el distrito urbano más occidental sobre la orilla derecha del río Elba. De 1640 a 1864 Altona estuvo administrada por la monarquía danesa y fue una ciudad independiente hasta 1937. Políticamente, los barrios siguientes están sujetos al municipio de Altona: Altona-Altstadt, Altona-Nord, Bahrenfeld, Ottensen, Othmarschen, Groß Flottbek, Osdorf, Lurup, Nienstedten, Blankenese, Iserbrook, Sülldorf, Rissen, Sternschanze.[23] En 2006 la población era de 243 972 habitantes.[24]
- Bergedorf era en 2006 el mayor de los siete distritos y un barrio dentro de este distrito. También en ese año, la población era de 118 942 habitantes.[24] Bergedorf se compone de los barrios de Allermöhe, Altengamme, Bergedorf, Billwerder, Curslack, Kirchwerder, Lohbrügge, Moorfleet, Neuengamme, Ochsenwerder, Reitbrook, Spadenland y Tatenberg.[23]
- Eimsbüttel tenía en 2006 una población de 246 087 habitantes.[24] El distrito se divide en nueve barrios: Eidelstedt, Eimsbüttel, Harvestehude, Hoheluft-Oeste, Lokstedt, Niendorf, Rotherbaum, Schnelsen y Stellingen.[23] Ubicado dentro de este municipio está el antiguo barrio judío Grindel.
- Hamburg-Mitte, literalmente en castellano «centro de Hamburgo», abarca principalmente el centro urbano de la ciudad de Hamburgo. En 2006, la población era de 233 144 habitantes.[24] Consta de los barrios de Billbrook, Billstedt, Borgfelde, Finkenwerder, HafenCity, Hamm-Nord, Hamm-Mitte, Hamm-Süd, Hammerbrook, Hornos, Kleiner Grasbrook, Neuwerk, Rothenburgsort, St. Georg, St. Pauli, Steinwerder, Veddel, Waltershof y Wilhelmsburg.[23] Los barrios de Hamburgo-Alstadt (casco antiguo de la ciudad de Hamburgo) y Neustadt (nueva ciudad) son el origen histórico de la ciudad de Hamburgo.
- Hamburg-Nord al norte de Hamburgo, contaba en 2006 con 280 229 habitantes en un área de 57,5 km².[24] Hamburg-Nord se compone de los barrios de Alsterdorf, Barmbek-Nord-Süd Barmbek, Dulsberg, Eppendorf, Fuhlsbüttel, Groß Borstel, Hoheluft-Ost, Hohenfelde, Langenhorn, Ohlsdorf, Uhlenhorst y Winterhude.[23]
- Harburgo es un municipio de la ciudad y un barrio en este municipio. Harburgo se encuentra en la orilla meridional del río Elba y comprende parte del puerto de Hamburgo, zonas residenciales y rurales y algunos institutos de investigación. En 2006 la población del municipio era de 201 119 habitantes, incluido el barrio con 21 193 habitantes.[24] En Harburgo los barrios son Harburg Altenwerder, Cranz, Eißendorf, Francop, Gut Moor, Harburg, Hausbruch, Heimfeld, Langenbek, Marmstorf, Moorburg, Neuenfelde, Neugraben-Fischbek, Neuland, Rönneburg, Sinstorf y Wilstorf.[23]
- Wandsbek, en 2006, era el segundo distrito más grande de los siete que componen la ciudad de Hamburgo.[24] El barrio de Wandsbek, que fue independiente de la antigua ciudad, es urbano y, con los barrios de Eilbek y Marienthal, forma parte del corazón económico y cultural de la ciudad. Al igual que los demás barrios de Hamburgo, Wandsbek se divide en barrios. Estos son Bergstedt, Bramfeld, Duvenstedt, Eilbek, Farmsen-Berna, Hummelsbüttel, Jenfeld, Lemsahl-Mellingstedt, Marienthal, Poppenbüttel, Rahlstedt, Sasel, Steilshoop, Tonndorf, Volksdorf, Wandsbek, Wellingsbüttel y Wohldorf-Ohlstedt. En 2006, la población era de 409 771 habitantes.[24]

## Gobierno

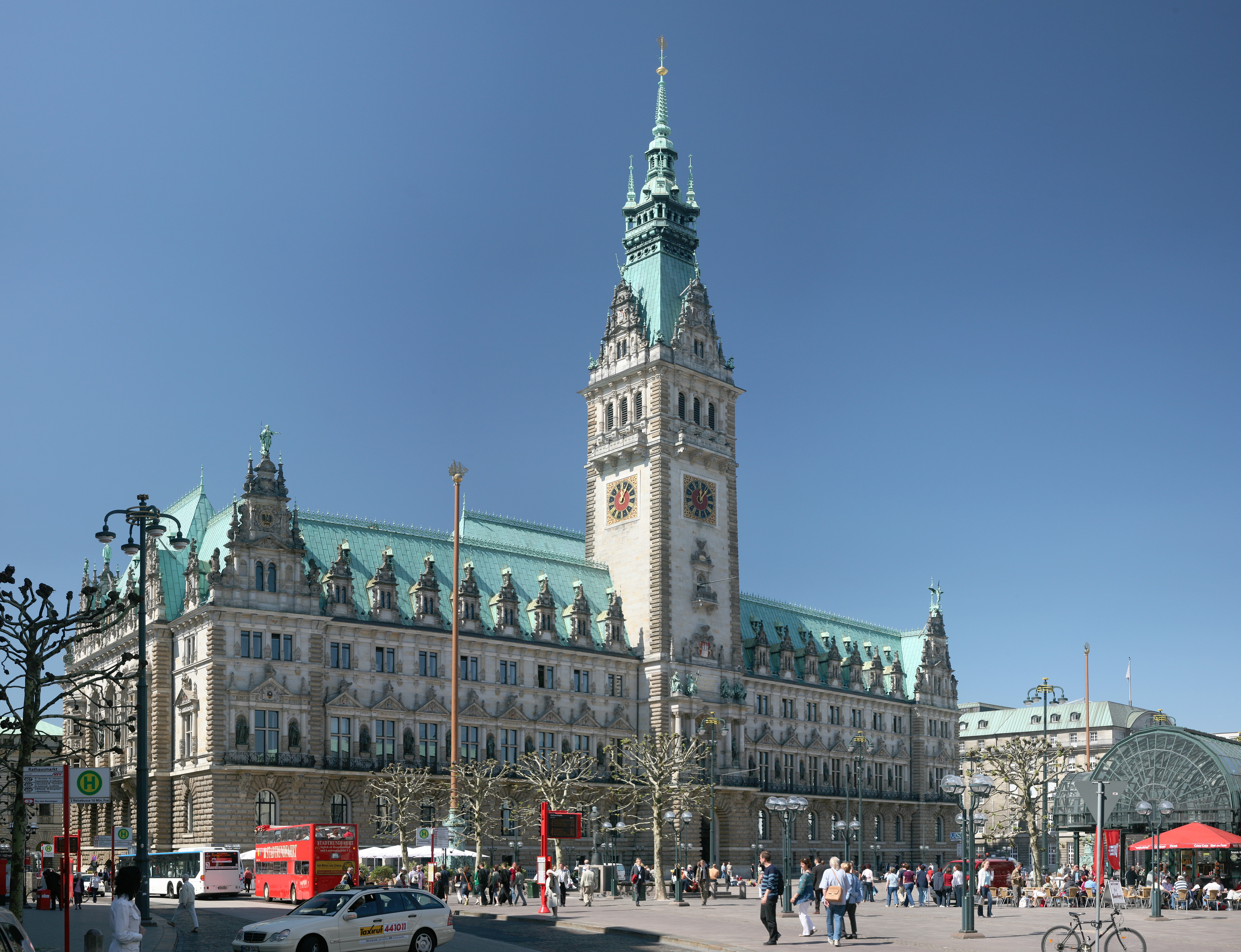
Ayuntamiento de Hamburgo.

La ciudad de Hamburgo conforma uno de los 16 estados federados alemanes, siendo el alcalde de la ciudad al mismo tiempo jefe del gobierno estatal. Este cumple tanto la función de presidente del senado de Hamburgo (Präsident des Senats) como la de «primero entre los alcaldes» (Erster Bürgermeister), término que en Hamburgo sustituye al Ministerpräsident que se aplica a los presidentes de la mayoría de los estados federados (salvo las ciudades-estado). El gobierno estatal de Hamburgo es responsable de la educación pública, las instituciones penitenciarias y de la seguridad pública, además de las bibliotecas, instalaciones de esparcimiento, servicios de saneamiento, abastecimiento de agua y servicios de bienestar.a
Desde 1897 la sede del gobierno está en el recinto del Ayuntamiento de Hamburgo (Hamburger Rathaus), que alberga la oficina del alcalde, el hemiciclo del senado y el Parlamento de Hamburgo.
En 2008, el entonces alcalde y jefe del gobierno hamburgués, Ole von Beust, fue el primero en gobernar un estado de Alemania con una coalición «verdinegra», integrada por el conservador CDU y el alternativo Partido Verde. En las elecciones de 2011 del 20 de febrero hubo una mayoría absoluta para el SPD, con Olaf Scholz tomando posesión el 7 de marzo como alcalde y jefe de Gobierno. En las elecciones de 2015 el SPD perdió su mayoría absoluta, pero Scholz se mantuvo en el cargo tras formar una coalición con Los Verdes. Esta coalición se ha visto reforzada tras las elecciones de 2020, con una fuerte subida de los Verdes y un debacle del CDU.
Tras aceptar el puesto de vicecanciller de Alemania en 2018, Peter Tschentscher sucedió a Scholz en la alcaldía y la presidencia del estado.

## Demografía

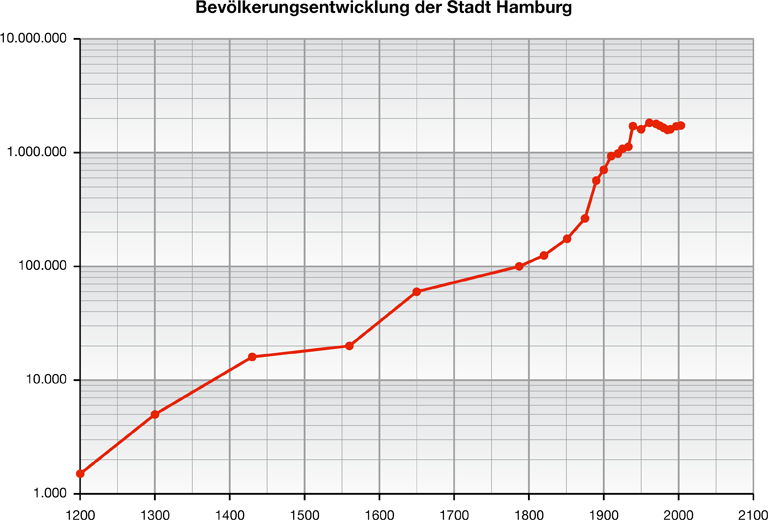
Gráfica logarítmica de la evolución demográfica en Hamburgo desde el.

A 31 de diciembre de 2006, había una población de 1 754 182 habitantes en Hamburgo (por encima de los 1 652 363 censados en 1990) en un área de 755,3 km², dando como resultado una densidad de población de 2322 habitantes por kilómetro cuadrado. En el área metropolitana de Hamburgo habitan unos 4 300 000 habitantes, aproximadamente, en un espacio de 19 000 km².
En cuanto a la distribución por sexo, en el censo de 2006 se registró una población de 856 132 hombres y de 898 050 mujeres. En 2006 también se registraron 16 089 nacimientos en Hamburgo, del cual el 33,1 % eran dados a luz por mujeres solteras, 6921 casadas y 4583 divorciadas. En la ciudad, el 15,7 % de la población es menor de edad, el 18,8 % es mayor de 65 años, mientras que el 65,7 % restante se ubica entre los 18 y 65 años.
En cuanto a los residentes extranjeros, en 2006 había 257 060 habitantes de origen extranjero (aproximadamente el 14,8 % de la población). El 22,6 % de los residentes extranjeros eran turcos (58 154 habitantes). También había una considerable cantidad de población de origen polaco (20 743 habitantes), inglés (4046 habitantes) y estadounidense (4369 habitantes). Además, 3145 españoles y aproximadamente 7400 latinoamericanos viven en Hamburgo.

## Economía
| Beiersdorf AG                |
| Engel & Völkers              |
| Hamburg Süd                  |
| Hapag-Lloyd                  |
| HSH Nordbank                 |
| Montblanc International GmbH |
| GMP Architekten              |

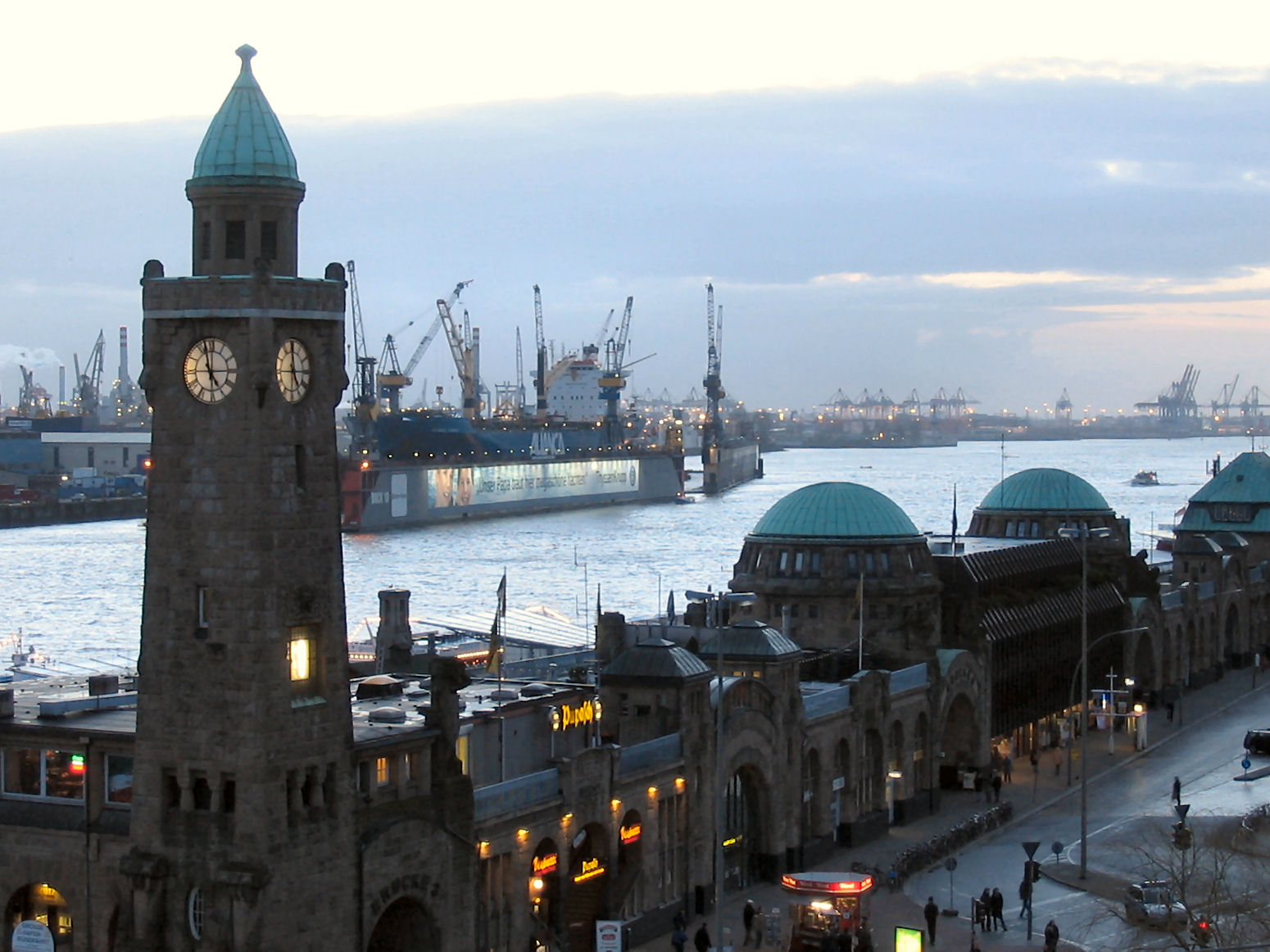
El complejo de Landungsbrücken, puerto de Hamburgo.

El producto interno bruto (PIB) de Hamburgo asciende a un total de 126 700 millones de euros (2021). Cuenta con el mayor PIB per cápita de entre los estados federados de Alemania y tiene la segunda mayor tasa de empleo (por número de habitantes); mientras que, a nivel de ciudad, tiene el mayor índice de valor agregado bruto por habitante del país. En la ciudad hay más de 120 000 empresas, de las cuales unas 85 000 tienen su sede en ella. Según el portal azubiyo, el ingreso promedio mensual de los empleados en 2021 fue de 5209 €, lo cual posicionaría a Hamburgo como primer estado federado también en este parámetro (aunque a nivel de ciudad principal se quedaría algo por detrás de ciudades como Múnich o Fráncfort).
El puerto de Hamburgo es un puerto y bahía de aguas profundas, sobre el río Elba, que desemboca en el mar del Norte. Se le considera la puerta al mundo de Alemania y es el puerto más grande de ese país y uno de los mayores del mundo. Se trata de la unidad económica más importante de Hamburgo y ocupa el segundo puesto en Europa, solo superado por Róterdam, y el noveno en todo el mundo, con transbordos de 9,8 millones de TEU de carga y 134 millones de toneladas de mercancías en 2007. Después de la reunificación alemana, Hamburgo recuperó la parte oriental de su interior y el puerto pasó a ser el de mayor crecimiento en Europa. El comercio internacional es también la razón por la cual hay un gran número de consulados en la ciudad.
Aunque la ciudad está situada a 110 km del estuario del río Elba, se considera un puerto de mar debido a su capacidad para manejar grandes buques oceánicos.
Hamburgo (junto con Seattle y Toulouse) es un importante lugar de la industria aeroespacial civil. Airbus, que tiene una planta de ensamblaje en el barrio de Finkenwerder de Hamburgo, emplea a más de 13 000 personas. La industria pesada incluye la fabricación de acero, aluminio, cobre y una serie de astilleros como Blohm + Voss.

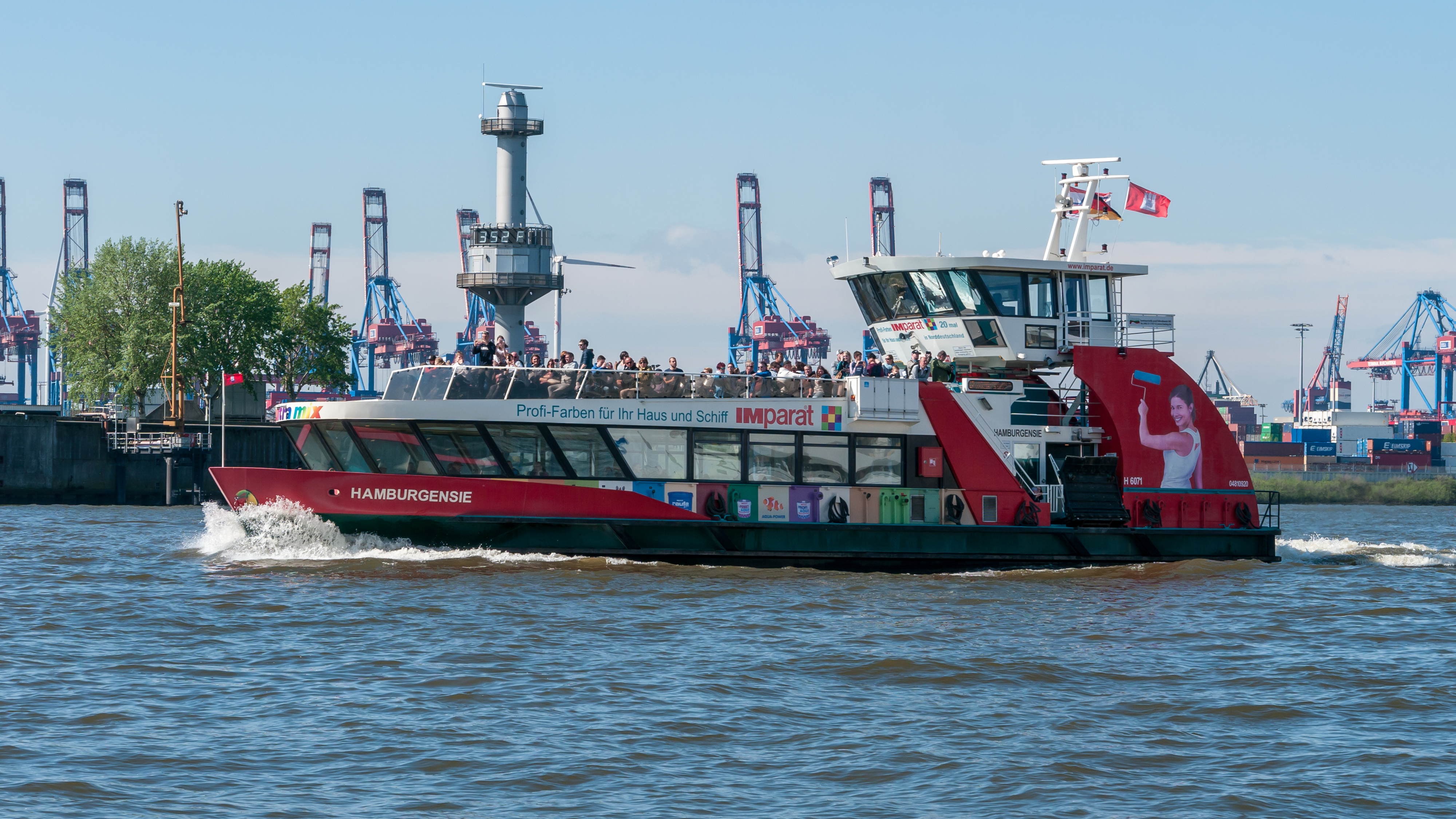
Ferry de la empresa del conglomerado público HVV en el puerto de Hamburgo.

En 2007, un estudio de la Fundación Bertelsmann sobre los distintos estados federados alemanes reveló que Hamburgo exhibe la mayor renta per cápita y también que su crecimiento económico supera el promedio nacional. Según otro informe de la Comisión Europea, Hamburgo ocupa el cuarto lugar entre las ciudades de la Unión Europea con mejor red de transporte público.
Otra industria importante son los medios de comunicación, con más de 70 000 empleados. La sección Norddeutscher Rundfunk de la red de radio y televisión ARD, con su programa de televisión NDR Fernsehen tiene su sede en Hamburgo. La mayoría de las redes comerciales de la televisión alemana poseen en la ciudad oficinas locales para sus programas. Hay también algunas regionales como Radio Hamburgo. Varias de las empresas editoriales más grandes de Alemania como Axel Springer AG, Gruner + Jahr, Heinrich Bauer Verlag se encuentran en la ciudad. Muchos periódicos y revistas nacionales, como Der Spiegel y Die Zeit se publican en Hamburgo, así como algunas de interés especial, tales como el Financial Times Deutschland. El Hamburger Abendblatt es un diario regional de gran circulación. También hay un número de empresas de música (la mayor es Warner Bros. Records Alemania) y negocios de Internet (por ejemplo, AOL, Adobe Systems y Google Alemania o empresas de Web 2.0 como Qype o XING).

## Cultura
Hamburgo ofrece más de 40 teatros, 60 museos y 100 lugares de música y clubes. En 2005, más de 18 millones de personas visitaron conciertos, exposiciones, teatros, cines, museos y otros espectáculos culturales. Más de 8552 empresas sujetas a impuestos —cuyo tamaño medio era de 3,16 empleados— se dedicaban a actividades culturales como la música, artes escénicas y literatura. Hay cinco empresas del sector creativo por cada mil habitantes (Berlín tiene tres, y Londres treinta y siete).

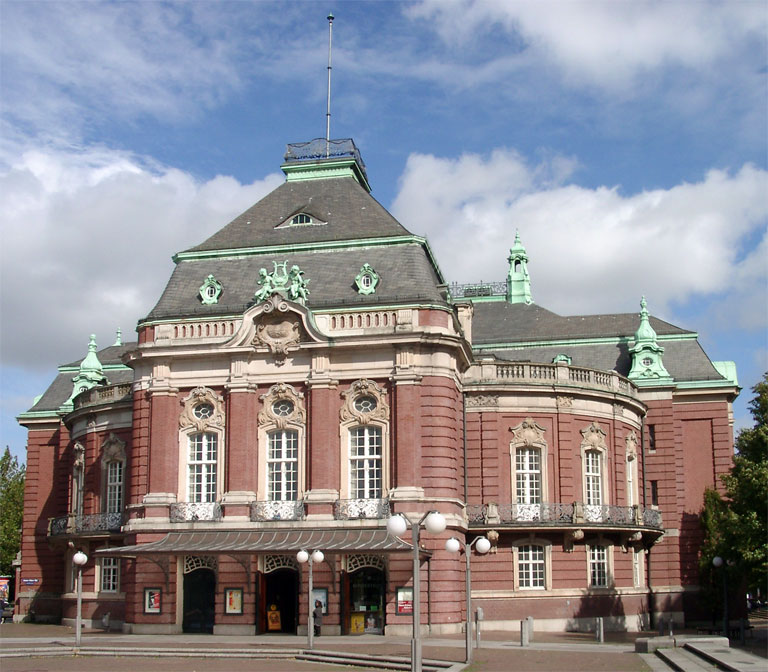
La sala de conciertos Laeiszhalle

En el verano de 2007, Hamburgo formó parte de Live Earth, una serie de conciertos de beneficencia de pop y rock presentando a varios artistas en contra del calentamiento global.

### Teatros y museos
El teatro Hamburger Schauspielhaus (propiedad estatal), el Teatro Thalia y el Kampnagel son teatros bien conocidos en Alemania y en el extranjero. El Teatro Inglés, cerca de la estación de metro Mundsburg, representa funciones en inglés con actores nativos entre su personal.
La Galería de Arte y la Galería de Arte Contemporáneo (Kunsthalle de Hamburgo) se encuentra cerca de la estación central. En 2008, el Museo Marítimo Internacional de Hamburgo abrió sus puertas en Hamburgo, en el HafenCity. El Miniatur-Wunderland muestra diferentes modelos de trenes en acción en un fascinante paisaje artificial. Por su parte, el Museo de la Ciudad de la Emigración BallinStadt recuerda los grandes flujos de personas que emigraron en masa de Europa entre 1850 y 1939 al norte y sur de América. Dos buques museo cerca de Landungsbrücken dan testimonio de los buques de carga y los tiempos de los veleros de carga.

### Arquitectura
Hamburgo tiene edificios arquitectónicamente significativos con una amplia gama de estilos. Hay solo unos pocos rascacielos y destaca la iglesia de San Nicolás, el edificio más alto del mundo de 1874 a 1876. El panorama de la ciudad de Hamburgo puede ser visto desde las altas torres de las principales iglesias (Hauptkirchen) como la iglesia de San Miguel, la iglesia de San Pedro, la iglesia de San Jacobo y la iglesia de Santa Catalina, cubierta con placas de cobre.

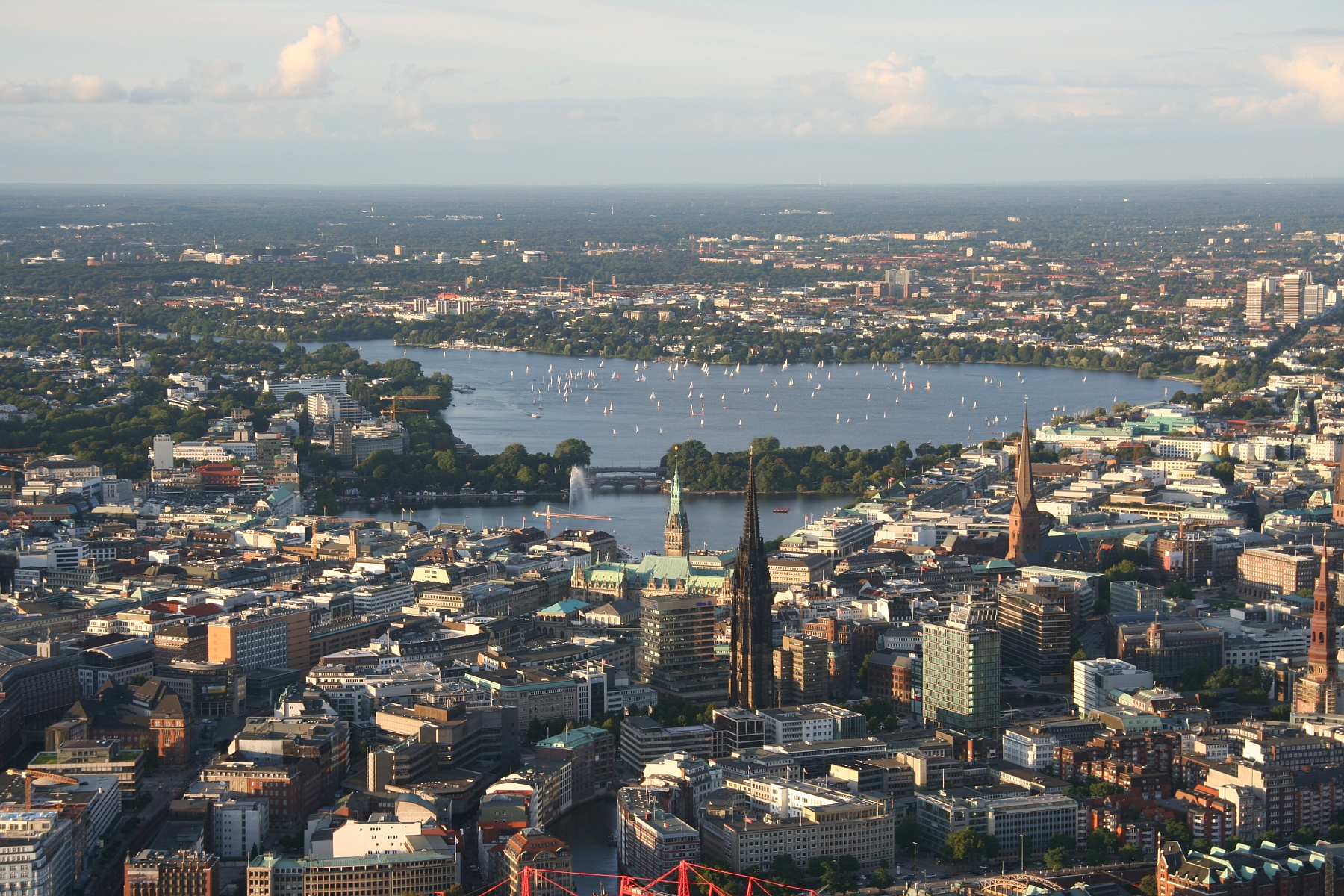
Vista aérea del centro de Hamburgo, con el Binnenalster y el Außenalster en el fondo.

Los numerosos canales de Hamburgo son atravesados por más de 2300 puentes, más que los de Venecia y Ámsterdam juntas. El Köhlbrandbrücke, Freihafen Elbbrücken, Lombardsbrücke y Kennedybrücke son algunos de los puentes más notables.
El ayuntamiento (Rathaus) posee una rica decoración neorrenacentista y fue terminado en 1897. Su torre es de 112 metros de altura y su fachada, de 111 metros de largo, representa a los emperadores del Sacro Imperio Romano, desde que Hamburgo estuvo, como ciudad libre imperial, solo bajo la soberanía del emperador. El Chilehaus, es un edificio de oficinas de ladrillo de piedra construido en 1922 y diseñado por el arquitecto Fritz Höger en forma de espectacular transatlántico.
En 2015 se completó el mayor desarrollo de un centro urbano en Europa, el barrio de HafenCity, con el objetivo de albergar unos 10 000 habitantes y 15 000 trabajadores. Su ambicioso plan y la arquitectura (diseñados, entre otros, por Rem Koolhaas y Renzo Piano) comenzó en 2008. A finales de 2010, el Salón de la Filarmónica del Elba (Elbphilharmonie) estuvo listo para sus primeros conciertos en un edificio diseñado por la empresa suiza Herzog & de Meuron en la parte superior de un antiguo almacén.
Los numerosos parques de la ciudad de Hamburgo se distribuyen por toda la ciudad, lo que hace de Hamburgo una ciudad muy verde. Los parques más grandes son el Stadtpark, el cementerio Ohlsdorf y Planten un Blomen. El Stadtpark, el «Central Park» de Hamburgo, tiene un gran césped y una gran torre de agua, y alberga uno de los planetarios más grande de Europa. El parque y sus edificios fueron diseñados por Fritz Schumacher en la década de 1910. La ciudad fue premiada con el título Capital Verde Europea 2011.

## Lugares de interés
Hamburgo ofrece numerosos atractivos para el visitante. El ya citado lago en el centro de la ciudad es único en su género. Está rodeado por tres avenidas, con edificios elegantes, entre ellos dos de los hoteles con mayor tradición. Desde este lugar se divisan varias torres de las iglesias de Hamburgo, cuya parte superior está cubierta de láminas de cobre que han ido adquiriendo un color verde. A corta distancia se encuentra el Ayuntamiento, que es un edificio construido en el estilo nórdico, también con tejado de cobre. El lago exterior, más grande de tamaño, está rodeado por casas con jardines.

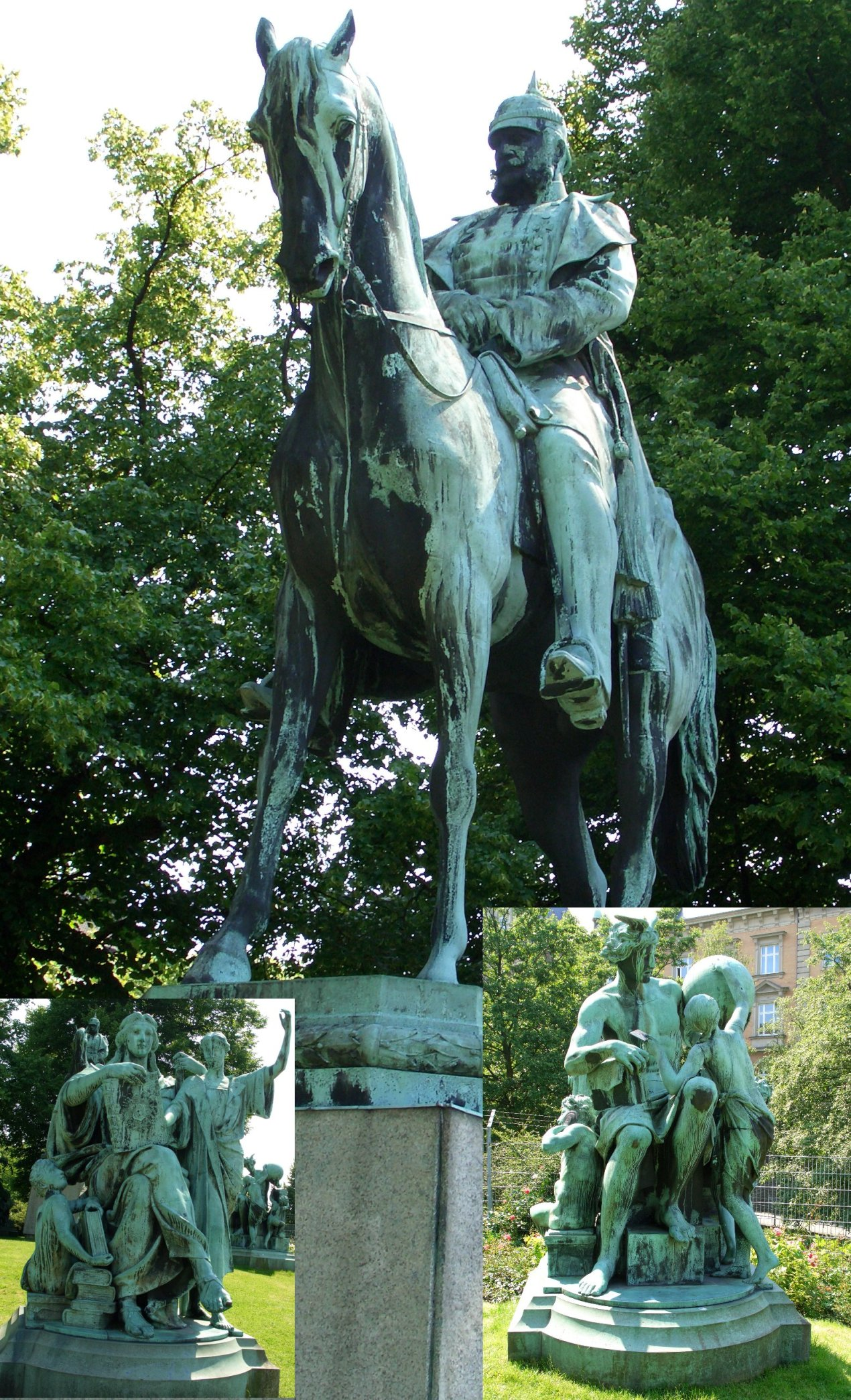
El monumento al emperador Guillermo, Planten un Blomen.

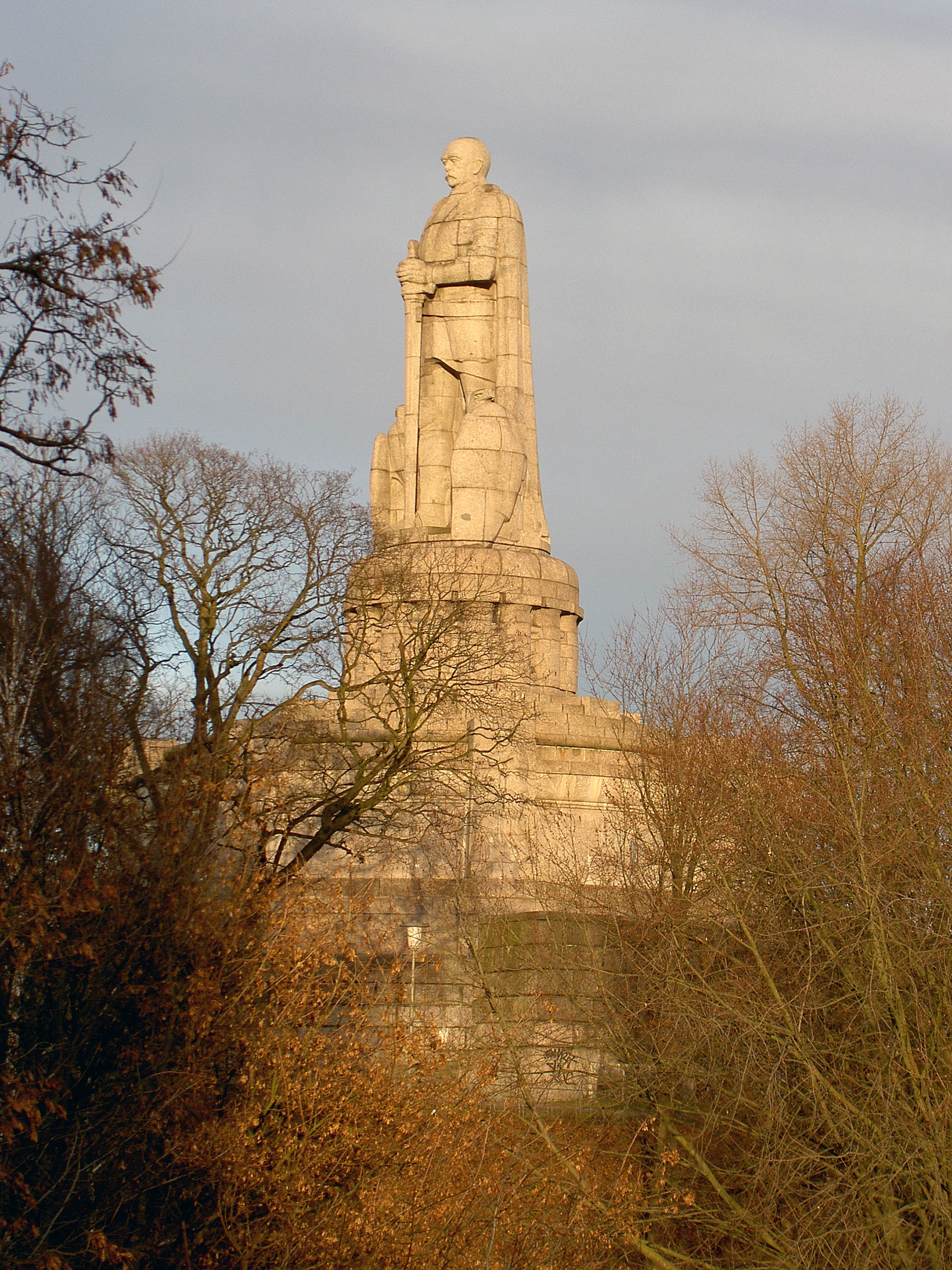
Monumento a Otto von Bismarck

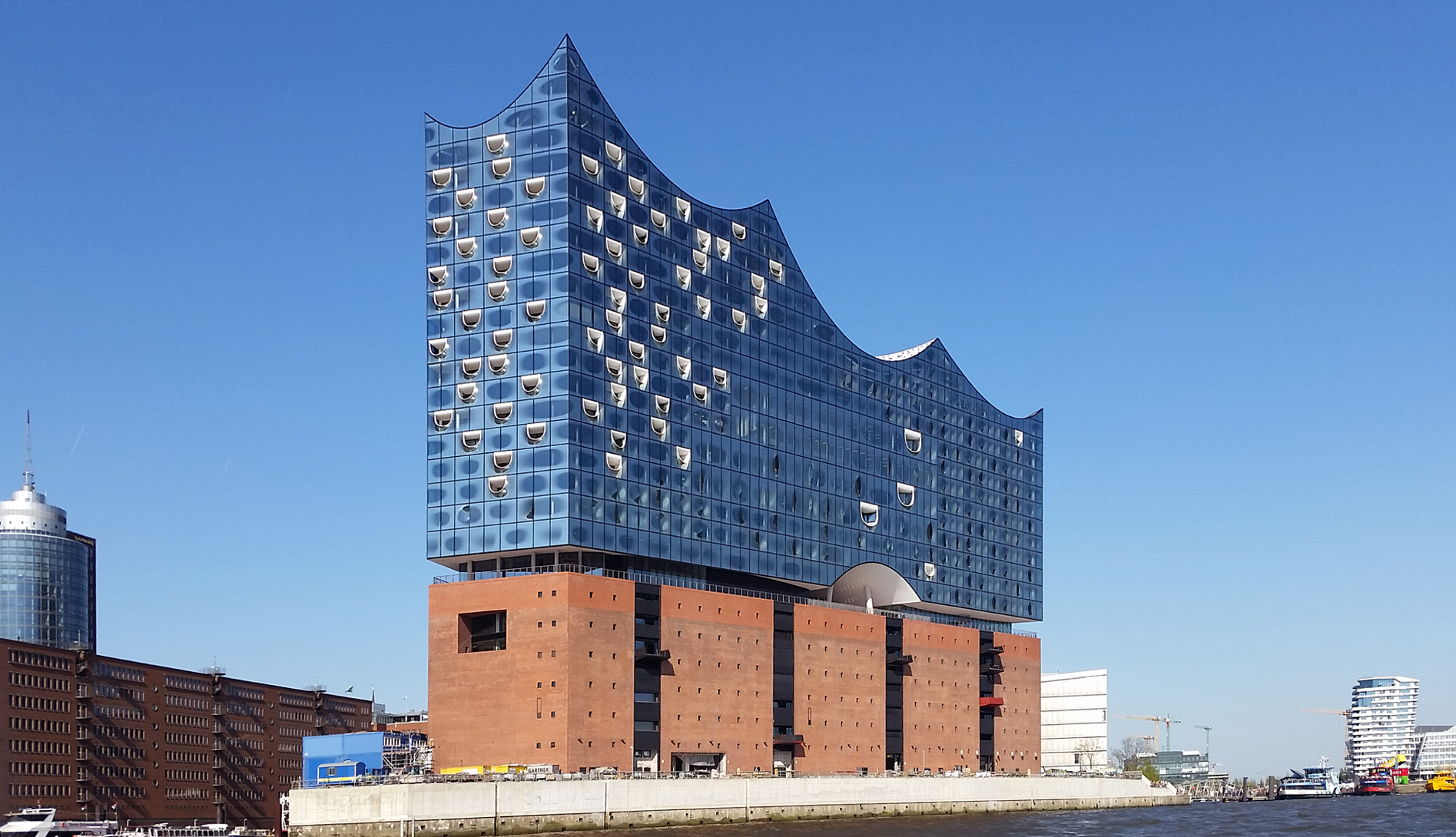
Filarmónica del Elba, inaugurada en enero de 2017.

Otro atractivo turístico es el puerto, que se puede recorrer en embarcaciones de diversos tamaños, con duraciones más o menos prolongadas. En la zona portuaria existen numerosos canales, en cuyos lados se hallan los viejos almacenes. Estos edificios, que han dejado de usarse desde que aparecieron los contenedores, están siendo rehabilitados y acondicionados para viviendas y otros usos. Cerca del puerto se encuentra el barrio marinero de Hamburgo, donde están los clubs y bares nocturnos. Este barrio fue durante mucho tiempo la zona roja de Hamburgo, donde los marineros compraban víveres y acudían a los numerosos burdeles. Sin embargo, en las últimas décadas se han mudado a este barrio estudiantes, trabajadores y empresarios.
Hamburgo cuenta también con un jardín botánico diseñado como parque, en el que se pueden pasar varias horas admirando la vegetación.
El barrio Sternschanze, en el centro de Hamburgo tiene fama de ser "alternativo".
Actualmente Hamburgo tiene 79 museos. Entre los más famosos y populares figura el Kunsthalle, museo de arte con obras de pintores alemanes del siglo XIX.

### Filarmónica del Elba
El almacén del káiser no solo era el más grande de la ciudad portuaria, sino que durante años el edificio daba la bienvenida a los visitantes que llegaban al puerto. Tras la Segunda Guerra Mundial, este edificio rectangular de ladrillos quedó destrozado por los ataques aliados, hasta su reconversión como depósito de cacao.
Sobre este edificio se construyó la sede de la Filarmónica del Elba, diseñado por la oficina de arquitectos Herzog & de Meuron de Basilea (Suiza). El antiguo edificio se recicló en un enorme estacionamiento, y sobre él se levantaó una estructura colgante y luminosa que alberga una sala de conciertos con 2200 plazas en filas curvadas alrededor del escenario.

### Deporte
El deporte tiene una larga historia en Hamburgo. La Federación Deportiva de Hamburgo representa a cerca de 574 000 miembros, en aproximadamente 800 clubes (2013). Los clubs deportivos con más solera son el Hamburgo S.V. y el F.C. San Pauli — ambos juegan en las ligas alemanas de fútbol. Además de sus numerosas asociaciones, Hamburgo también es conocida por ser sede de muchos eventos deportivos. Ya en 1930 se celebró aquí la 3.ª Olimpiada de ajedrez. Durante la copa mundial 2006 de fútbol, el estadio Volksparkstadion albergó cinco partidos, entre ellos el de cuartos de final entre Italia y Ucrania.
Hamburgo cuenta en su totalidad con más de 1600 centros deportivos, entre ellos 682 gimnasios, 15 centros de rendimiento y una base regional. El Am Rothenbaum es el estadio de tenis más grande de Alemania con sus 13 200 lugares. Muchos de los estadios deportivos también se usan para otros propósitos. El F.C. San Pauli juega en el estadio Millerntor-Stadion, en la zona céntrica de St. Pauli. Hasta 50 000 espectadores pueden seguir los partidos de casa del Hamburger S.V. en el Volksparkstadion. Los equipos Hamburg Freezers y HSV Hamburg, de hockey sobre hielo y balonmano respectivamente, juegan en la Color Line Arena. Los eventos de natación se celebran en la Alster-Schwimmhalle, terminada en 1973. 
Como parte de los grandes eventos deportivos anuales se cuenta el Hamburg-Marathon. Celebrado en la segunda semana de abril es el segundo maratón más grande de Alemania y una de las varias carreras realizadas en la ciudad. En verano la Hamburg Cyclassics, que como parte del UCI ProTour y del campeonato alemán es considerada como una de las carreras ciclistas más importantes; y el Hamburger Triathlon, que como triatlón más grande del mundo es parte de la serie ITU Worldwide Championship-Series.
Hamburgo fue sede de la Eurocopa 1988 y de la Copa Mundial de Fútbol de 2006. El Torneo de Hamburgo forma parte del ATP World Tour 500.
El 30 de abril de 1993, en el descanso de un partido de cuartos de final del prestigioso torneo de tenis que se celebra en esta ciudad, fue apuñalada la tenista serbia, número 1 del mundo, Monica Seles.
| Equipo                       | Deporte            | Competición                   | Estadio            | Creación  |
| ---------------------------- | ------------------ | ----------------------------- | ------------------ | --------- |
| Hamburgo S.V.                | Fútbol             | 2. Fußball-Bundesliga         | Volksparkstadion   | 1887      |
| F.C. San Pauli               | Fútbol             | 2. Fußball-Bundesliga         | Millerntor-Stadion | 1910      |
| HSV Hamburgo                 | Balonmano          | Liga de Alemania de balonmano | O2 World Hamburg   | 1999      |
| Hamburg Freezers             | Hockey sobre hielo | Deutsche Eishockey Liga       | O2 World Hamburg   | 1999      |
| Hamburg Sea Devils (extinto) | Fútbol americano   | NFL Europa                    | AOL Arena          | 2005-2007 |

#### Remo
Otra actividad deportiva común en Hamburgo (siendo una ciudad con numerosos canales y afluentes del Elba y del Alster) es el remo. El primer club de remo de Alemania —Der Hamburger und Germania Ruder Club— se fundó en la ciudad hanseática en 1836, y sigue activo hasta la actualidad. Entre los 25 clubs de la ciudad, algunos compiten a nivel nacional e internacional, como el Alster-Ruderverein "Hanseat" von 1925 e.V. Varios de los gymnasien y otras escuelas secundarias de Hamburgo ofrecen a sus alumnos este deporte como actividad elegible, y algunas tienen una selección propia que participa en eventos locales y, en ocasiones, nacionales.

## Educación
Hamburgo ofrece además de sus escuelas, escuelas de educación especial, por ejemplo, academias de idiomas y en total 19 universidades o escuelas universitarias. En el curso 2012, la ciudad de Hamburgo tenía 222 700 escolares y 75 514 universitarios.
|  | Universidad                                  | Fundación | Acrónimo | Tipo                        |
|  | -------------------------------------------- | --------- | -------- | --------------------------- |
|  | Universidad de Hamburgo                      | 1919      | UHH      | Universidad pública         |
|  | Universidad Técnica Hamburg-Harburg          | 1978      | TUHH     | Universidad técnica pública |
|  | Hochschule für Musik und Theater de Hamburgo | 1950      | HfM      | Universidad pública         |
|  | Escuela Superior de Bellas Artes de Hamburgo | 1767      | HFBK     | Escuela superior de Artes   |

## Ciudades hermanadas
Hamburgo está hermanada o tiene acuerdos de amistad con las siguientes ciudades:
| - San Petersburgo - Marsella - Viena - Shanghái - Dresde - León - Osaka - Praga - Chicago - Valdivia |